# Mausohrkolonien im Naturraum Obermainisches Hügelland
Mausohrkolonien im Naturraum Obermainisches Hügelland este o arie protejată (arie specială de conservare — SAC, sit de importanță comunitară — SCI) din Germania întinsă pe o suprafață de 0,05 ha, integral pe uscat.

## Localizare
Centrul sitului Mausohrkolonien im Naturraum Obermainisches Hügelland este situat la coordonatele 50°14′36″N 11°19′18″E / 50.2433°N 11.3217°E.

## Înființare
Situl Mausohrkolonien im Naturraum Obermainisches Hügelland a fost declarat sit de importanță comunitară în martie 2001 pentru a proteja 1 specie de animale. Situl a fost protejat și ca arie specială de conservare în aprilie 2016.

## Biodiversitate
Situată în ecoregiunea continentală, aria protejată nu include niciun habitat protejat.
La baza desemnării sitului se află o specie protejată de  mamifere: liliac comun (Myotis myotis).